# Jaume Rovira Freixa
Jaume Rovira Freixa  (Senmanat, Barcelona; 29 de junio de 1951) es un destacado historietista español, adscrito a la tercera generación o generación del 70 de la Escuela Bruguera, junto a autores como Casanyes, Esegé, los hermanos Fresno, Joan March o Rafael Vaquer. Tras la crisis del medio se dedica fundamentalmente a trabajar en el mundo de los dibujos animados como diseñador de personajes y storyboards, así como a la realización de pósteres e ilustraciones.

## Biografía
Estudió Filosofía y Letras en la Universidad de Barcelona, licenciándose en la especialidad de Historia de Arte, después comenzó Historia Contemporánea que dejó inacabada. También estudió dibujo clásico y pintura en el Centro Manolo Hugué de Caldas de Montbui.

### La escuela Bruguera
Además de esto realizó un curso por correspondencia para aprender a dibujar dirigido por José Escobar y escritura de guiones de historietas con Jordi Bayona y Armando Matías Guiu. 
Fue por un tiempo discípulo y ayudante de Manuel Vázquez, entintando sus dibujos. Hay muchas influencias del mismo en su obra inmediata y posterior. Hizo su debut en Bruguera en 1970, en la revista infantil El DDT con el personaje Pepe. 
Publicó también "Hotel Mediaestrella" o "Vicente, el dependiente" en Din Dan; "Aliens", "Segis y Olivio" o  "Los dibujantes también lloran","Historieta casimuda", en Mortadelo; "Cinco Amiguetes", "Piluca", "Pablito" y "Ángel" en Zipi y Zape, "Historias del Compact Disc" y "Obseso Pisafondo" en TBO,"Mayormente Fabrique" en "Al Ataque", así como en otras revistas juveniles de la casa como Pulgarcito, Tío vivo y Sacarino.
Para "Grijalbo", en la revista"Guai!", "TamTam de los Monos" y "I Love You Drácula"
Para la "Compañía General de Editores", en la revista Garibolo ("Hotel Bombay") y en la revista "Bichos" ("Doctor Cerdoncio" y "La Pandilla de los Cocos").

### Tras la crisis
Tras el cierre de Bruguera en 1986, trabajo para revistas como Bichos y Guai! con "Tarzán de los monos" y "Drácula". Para la Disney danesa dibujó a personajes como el Pato Donald, Muzzy, Opi e Ipo y Pato Kwak.
En 1992 pasó al mundo de la animación en la productora Docon Films, posteriormente en BRB y Cromosoma, entre otras, donde ha realizado trabajos como storybordista, creación de personajes y props, en la realización de layouts en las siguientes series:
- Delfy (Docon Films)
- Chip and Charly (France Animation)
- Basket Fever (Docon Films)
- Problem Child (Universal Cartoons)
- Sylvan (Docon Films)
- Petites sorcieres (Millesime)
- DAD X (Carrere)
- Herluf (Ravensburguer)
- Pocket Dragons (BOBOT)
- Fixi y Foxi (Ravensburguer)
- Myths and Legends (Sony Wonder)
- Rovelló (Docon Films)
- Patito Feo (Neptuno)
- Fantagiró (BRB)
- Toonanimals (BRB)
- Marcelino Pan y Vino (Estudios Moro)
- Sissi (Saban)
- Juanito Jones (Cromosoma)
- Kumba (Docon Films)
- Street Cleaners (Docon Films)
- Les tres Bessones (Cromosoma)
- Narigota (Motion)
- Hawdy Gaudi (Tomavistas)
- Els Lacets ( Docon Films)
- Tom (Cromosoma-Norma)
- Tom Flash (Cromosoma)
- Tom 2ª parte (Cromosoma)
- Les Bessones Bebe (Cromosoma)
- L'Acollida (Cromosoma)
- Asha (Cromosoma)
- Lila ( Cromosoma)
- Conni (Cromosoma)
- Nigthbreeds (Sweetbox)
- Cuatro amigos y medio (Edebe)
- Conni_2 (B-Water Studios)
- Pumpkin Reports (Motion Pictures)
- TEX (Neptuno)

En 2003 realizador de la serie en 3D, ELS LACETS, para Docon Films y TV3.
Entre 2004 y 2007 realizador de 6 films de animación sobre el personaje Rovelló, para TV3: "Conte de Nadal", "Somni d'una nit d'estiu", "Rovelló I Halloween", "La llegenda de Sant Jordi", "La Ventafocs de Novell" y "Un Nadal sense Noel".
En 2006, realizador de la serie "Trànsit", para el Departamento de Tráfico de la Generalidad de Cataluña.
Realizador del piloto para la serie "Enerdits" para el Departamento de Energía de la Generalidad de Cataluña.